# Gerhard Lehmann (Ingenieur)
Gerhard Franz Johannes Lehmann (* 25. Oktober 1907 in Stettin, Provinz Pommern; † 27. Juni 1986 in Hannover) war ein deutscher Ingenieur, Hochschullehrer und Fachbuchautor.

## Leben
Lehmann machte 1929 seine Prüfung zum Landmesser und legte als erster Dipl.-Ing. des Studiengangs „Vermessungswesen“ an der Technischen Hochschule Hannover im Jahr 1931 die Diplomhauptprüfung ab. Anschließend trat er noch im selben Jahr in die preußische Katasterverwaltung ein. 1933 machte er seine Zweite Staatsprüfung. Von 1934 bis 1936 war er Assistent an der Technischen Hochschule Berlin, wurde 1935 Katasterdirektor und war von 1936 bis 1941 wissenschaftlicher Mitarbeiter am Geodätischen Institut in Potsdam.
Im Jahr 1936 wurde er in Berlin zum Dr.-Ing. promoviert und erhielt 1937 einen Lehrauftrag für Geodäsie an der TH Berlin. 1939 habilitierte sich Lehmann in Berlin zum Dr.-Ing. habil. und wurde 1942 bis 1945 als außerordentlicher Professor an die TH Berlin berufen.
1945 wurde er Regierungsrat und Vermessungsrat in Hannover. 1947 bekam er einen Lehrauftrag für Vermessungskunde an der Technischen Hochschule Hannover. Ein Jahr später (1948) wurde er zum Oberregierungsrat und Obervermessungsrat im Niedersächsischen Ministerium des Innern berufen.
Im Jahr 1949 wurde er zum ordentlichen Professor für Photogrammetrie und Ingenieurvermessungen an die TH Hannover und zum 1. November des Jahres zum Gründungsdirektor des dortigen Instituts für Photogrammetrie und Ingenieurvermessungen berufen. Als Geodät und ehemaliger Katasterbeamter in Niedersachsen war für ihn der Einsatz der Photogrammetrie bei der Bewältigung der lokalen Nachkriegsprobleme von großer Bedeutung. Diese lagen bei der Landesvermessung in Niedersachsen, bei der Flurbereinigungsverwaltung Niedersachsen und beim Stadtvermessungsamt Hannover. Bei allen drei Verwaltungsstellen sorgte Lehmann nun für den Einsatz der Photogrammetrie.
Seit 1964 war er ordentliches Mitglied der Braunschweigischen Wissenschaftlichen Gesellschaft.
Im Jahr 1971 wurde Lehmann emeritiert.

## Werke
Lehmanns Publikationen seit Beginn der 1950er Jahre zeigen sein theoretisches Interesse an den Einsatzmöglichkeiten der Photogrammetrie. Seine letzte Publikation aus dem Jahr 1972 betraf Untersuchungen „Zur Koordinaten- und Streckengenauigkeit photogrammetrischer Modellauswertungen“.

## Mitgliedschaften
Im Jahr 1950 wurde er Mitglied der Deutschen Geodätischen Kommission bei der Bayerischen Akademie der Wissenschaften und 1953 Präsident der „Organisation Europeenne d’Etudes Photogrammetriques Experimentales“ (OEEPE).